# 小鸮嗜眼吸虫
小鸮嗜眼吸虫（学名：Philophthalmus nocturnus）为嗜眼科嗜眼属的动物。分布于埃及、西伯利亚等地，营寄生生活，终末宿主为白头鹞、鸡、鸭以及寄生在眼眶。